# جیمز م. پوتربا
جیمز م. پوتربا (انگلیسی: James M. Poterba؛ زادهٔ ۱۳ ژوئیهٔ ۱۹۵۸) اقتصاددان، و استاد دانشگاه اهل ایالات متحده آمریکا است.